# Dicranomyia (Dicranomyia) atropos
Dicranomyia (Dicranomyia) atropos is een tweevleugelige uit de familie steltmuggen (Limoniidae). De soort komt voor in het Palearctisch gebied.